# Liste der Monuments historiques in Revonnas
Die Liste der Monuments historiques in Revonnas führt die Monuments historiques in der französischen Gemeinde Revonnas auf.

## Liste der Bauwerke
| Bezeichnung   | Beschreibung                      | Standort | Kennzeichnung | Schutzstatus | Datum | Bild           |
| ------------- | --------------------------------- | -------- | ------------- | ------------ | ----- | -------------- |
| Tour de Deaul | Erbaut im 14. und 16. Jahrhundert | (Lage)   | PA01000009    | Inscrit      | 2003  | weitere Bilder |